# Флетчер Претт
Мюррей Флетчер Претт (англ. Murray Fletcher Pratt; нар. 25 квітня 1897 року, Тонаванда, штат Нью-Йорк, США — пом. 10 червня 1956 року, Лонг-Бранч, штат Нью-Джерсі, США) — американський письменник і перекладач. Писав в жанрах наукової фантастики, фентезі, а також історичні твори про флот і Громадянську війну у США.
Видавався також під псевдонімами Джордж Ст. Флетчер (George W. Fletcher) і Ірвін Лестер (Irwin Lester).

## Біографія
Мюррей Флетчер Претт народився 25 квітня 1897 року в індіанській резервації поблизу від Тонаванди, передмістя Буффало в штаті Нью-Йорк.
Навчався в Коледжі Хобарта у Женеві (штат Нью-Йорк, США), а пізніше в Сорбонні (Париж, Франція). Працював у газеті «Buffalo Courier-Express». У 1920 році переїхав жити в Нью-Йорк.
Перше науково-фантастичне оповідання Флетчер Претт опублікував в 1928 році, це був «Цикл восьминога» (англ. «The Octopus Cycle»).Авторами розповіді значилися сам Флетчер Претт і Ірвін Лестер (один із псевдонімів Претта).
Перша видана книга — «Героїчні роки» (англ. «The Heroic Years», 1934). Книга розповідає про Англо-американської війни 1812—1814 років та і адміністрації четвертого президента США, Джеймса Медісона.
У фантастиці ім'я Флетчера Претта тісно пов'язане з ім'ям Лайона Спрега де Кемпа. Найбільшу популярність Претту принесли саме романи з циклу «Дипломований чарівник», про чарівника Гарольда Ши (англ. Harold Shea), написані в співавторстві з К. Спрегом де Кемпом. Крім того, Флетчер Претт відомий і як автор фентезійного роману «Криниця Єдинорога» (1948), натхненний творами лорда Дансени.
Флетчер Претт помер 10 червня 1956 року від раку.

## Номінації творів[3]
- Г'юго / Hugo Award, 1941, ретроспективна // Повість Ревуча труба / The Roaring Trumpet (1940)
- Г'юго / Hugo Award, 1941, ретроспективна // Повість Математика чарівництва / The Mathematics of Magic (1940)
- Міжнародна премія по фантастиці / International Fantasy Award, 1952 // Нехудожній твір Rockets, Jets, Guided Missiles, and Spaceships (1951)

## Цикли творів

### Naval History
- The Compact History of the United States Navy (1957)
- Empire and the Sea (1946) // Співавтор: Інга Стівенс
- Fighting Ships of the U. S. Navy (1941)
- Fleet Against Japan (1946)
- The Navy has Wings (1943)
- The Navy — A History (1938)
- The Navy's War (1944)
- Prebble's Boys (1950)
- Sea Power and Today's War (1939)
- Ships, Men — and Bases (1941)
- A Short History of the Army and Navy (1944)

### The Civil War
- The Civil War (1955)
- The Civil War in Pictures (1955)
- Civil War on Western Waters (1956)
- The Military Genius of Abraham Lincoln: an Essay (1951) // Соавтор: Колин Баллард
- Monitor And the Merrimac (1951)
- Ordeal by Fire (1948)
- Stanton, Lincoln's Secretary of War (1953)

### The Napoleonic Wars
Empire and Glory (1949)
The Heroic Years (1934)
Road to Empire (1939)  

### World War II
- America and Total War (1941)
- The Marine's War (1948)
- The U.S. Army: a Guide to its Men and Equipment (1942) // Співавтор: Девід Патті
- War for the World (1950)
- What the Citizen Should Know about Modern War (1942)

### Дипломований чарівник
Дипломований чарівник / The Compleat Enchanter [= Enchanter; Harold Shea / Пригоди Гарольда Ши] // Співавтор: Лайон Спрег де Кемп  :
- Ревуча труба / The Roaring Trumpet (1940) // Співавтор: Лайон Спрег де Кемп
- Математика чарівництва / The Mathematics of Magic [= Математика магії] (1940) // Співавтор: Лайон Спрэг де Камп
- Залізний замок / The Castle of Iron (1950) // Співавтор: Лайон Спрег де Кемп
- Стіна змій / The Wall of Serpents (1953) // Співавтор: Лайон Спрег де Кемп
- Чарівник зелених пагорбів / The Green Magician (1954) // Співавтор: Лайон Спрег де Кемп

### Бар Гавагана
Бар Гавагана / Gavagan's Bar // Співавтор: Лайон Спрэг де Камп :
- Бар Гавагана / Tales from Gavagan's Bar (1953) // Співавтор: Лайон Спрег де Кемп
- Передмова / Передмові (1953) // Співавтор: Лайон Спрэг де Камп
- Тепер ще і слони… / Elephas Frumenti [= Самий маленький слоник; Elephas Frumenti] (1950) // Співавтор: Лайон Спрег де Кемп
- Аметист у спадщину / The Ancestral Amethyst (1952) // Співавтор: Лайон Спрег де Кемп
- Путци, сюди! / Here, Putzi! (1953) // Співавтор: Лайон Спрег де Кемп
- Сильне почуття / More Than Skin Deep (1951) // Співавтор: Лайон Спрег де Кемп
- Тварюки з бурбона / Beasts of Bourbon (1951) // Співавтор: Лайон Спрег де Кемп
- Божий Дар / The Gift of God (1950) // Співавтор: Лайон Спрег де Кемп
- Найкраща мишоловка / The Better Mousetrap (1950) // Співавтор: Лайон Спрег де Кемп
- Адреси не залишив / No Forwarding Address (1953) // Співавтор: Лайон Спрег де Кемп
- Не вчасно / The Untimely Toper [= The Untimely Toper: A Gavagan's Bar Story] (1950) // Співавтор: Лайон Спрег де Кемп
- Напередодні Іванова дня / The Eve of St. John (1953) // Співавтор: Лайон Спрег де Кемп
- Любовне гніздечко / The Love Nest (1953) // Співавтор: Лайон Спрег де Кемп
- Камінь мудреців / The Stone of the Мудреців (1953) // Співавтор: Лайон Спрег де Кемп
- Тіло чудової краси / Corpus Delectable (1953) // Співавтор: Лайон Спрег де Кемп
- Палімпсест св. Августина / The Palimpsest of St. Augustine (1953) // Співавтор: Лайон Спрег де Кемп
- Куди бажаєте? / Where to, Please? (1952) // Співавтор: Лайон Спрег де Кемп
- «Привидівся мені голос…» / Methought I Heard a Voice [= When the Night Wind Howls] (1951) // Співавтор: Лайон Спрег де Кемп
- Що одному їжа… / One man's Meat (1952) // Співавтор: Лайон Спрег де Кемп
- Сторож братові моєму / My brother's Keeper (1953) // Співавтор: Лайон Спрег де Кемп
- Гривеник принесе вам успіх / A Dime Brings You Success (1953) // Співавтор: Лайон Спрег де Кемп
- Той, хто її побачить / Oh, Say! Can You See [= Ward of the Argonaut] (1959) // Співавтор: Лайон Спрег де Кемп
- Ворота відчинилися / The Rape of the Lock (1951) // Співавтор: Лайон Спрег де Кемп
- Дзвіночок, книга і свічка / Bell, Book, and Candle [= Bell, Book and Candle] (1959) // Співавтор: Лайон Спрег де Кемп
- Все, що блищить / All That Glitters (1953) // Співавтор: Лайон Спрег де Кемп
- Джин — в пляшці / Gin Comes in Bottles (1953) // Співавтор: Лайон Спрег де Кемп
- Безліч / Є d Be in Thousands It (1978) // Співавтор: Лайон Спрег де Кемп
- Чорна куля / The Black Ball (1952) // Співавтор: Лайон Спрег де Кемп
- Дива кулінарії / The Green Thumb (1953) // Співавтор: Лайон Спрег де Кемп
- Покупець, начувайся! / Caveat Emptor (1953) // Співавтор: Лайон Спрег де Кемп
- Окуляри Вайсенброха / The Weissenbroch Spectacles (1954) // Співавтор: Лайон Спрег де Кемп

### Участь у міжавторських проектах
- Король Аргименес та його спадкоємці / Argimenes // Автор: Лорд Дансени
- Колодязь Єдинорога / The Well of the Unicorn (1948)